# پابلو ماچین
پابلو ماچین (به اسپانیایی: Pablo Machín، زاده ۷ آوریل ۱۹۷۵) بازیکن و مربی فوتبال اهل اسپانیا است. وی در زمان بازی در پست مدافع راست بازی می‌کرد.
وی سابقه مربی‌گری در نومانسیا، خیرونا و سویا را دارد.

## افتخارات

### سرمربی
خیرونا
- نایب قهرمانی سگوندا دیویژن در فصل ۱۷–۲۰۱۶